# Hong Kong Film Award
De Hong Kong Film Awards (HKFA; Traditioneel Chinees:香港電影金像獎) zijn de meest prestigieuze filmprijzen van Hongkong. De prijzen worden sinds 1982 jaarlijks uitgereikt, meestal in april. De prijzen zijn bedoeld ter erkenning van verschillende aspecten van films maken, zoals regie, scenario, acteren en cinematografie.
De HKFA werden in 1993 onderdeel van de Hong Kong Film Awards Association Ltd. De prijzen worden beheerd door een raad van bestuur, die bestaat uit vertegenwoordigers van dertien professionele filminstellingen in Hongkong. 

## Algemene regels
De Hong Kong Film Awards kunnen worden uitgereikt aan alle Hongkongse films langer dan een uur, die het afgelopen kalenderjaar commercieel zijn uitgebracht in Hongkong. Een film telt als Hongkongse film indien aan twee van de drie volgende voorwaarden wordt voldaan: de regisseur is een inwoner van Hongkong, ten minste een filmbedrijf dat betrokken is bij de film is gevestigd in Hongkong, en ten minste zes personen van de productiecrew zijn inwoners van Hongkong. Sinds 2002 kennen de prijzen ook de categorie “Beste Aziatische film”, die als enige toegankelijk is voor niet Hongkongse films. 
In januari van elk jaar vindt een eerste stemronde plaats. Geregistreerde stemmers en een selecte groep van 100 professionele juryleden bepalen de vijf genomineerden voor elke categorie. Zes genomineerden zijn toegestaan indien twee films in de top vijf evenveel stemmen krijgen. Stemmen in de tweede stemronde gebeurt door een jury van 50 leden.

## Categorieën
| - Beste film - Beste regisseur - Beste scenario - Beste acteur - Beste actrice |  | - Beste mannelijke bijrol - Beste vrouwelijke bijrol - Beste nieuwe acteur - Beste cinematografie - Beste filmmontage |  | - Beste kunstregie - Beste kostuum/make-up ontwerp - Beste actiechoreografie - Beste originele filmmuziek - Beste originele lied |  | - Beste geluidsmontage - Beste visuele effecten - Beste Aziatische film - Beste nieuwe regisseur |

## Records
- De film : Comrades: Almost a Love Story bezit het record voor meeste gewonnen prijzen in een jaar. Bij de uitreikingen van 1997 won de film negen prijzen.
- Regisseur Johnnie To is het vaakst genomineerd voor de prijs in de categorie “beste regisseur”. Tussen 1990 en 2007 werd hij 13 keer voor de prijs genomineerd
- Acteur Chow Yun-Fat is het vaakst genomineerd voor de “beste acteur”-prijs: 13 keer tussen 1985 en 2007.
- Maggie Cheung is het vaakst genomineerd voor de “beste actrice”-prijs: negen keer tussen 1989 en 2003.
- Regisseurs Johnnie To, Allen Fong en Ann Hui delen samen het record voor het vaakst winnen van de “beste regisseur”-prijs. Alle drie wonnen ze de prijs drie keer.
- Acteur Tony Leung Chiu Wai won de prijs voor beste acteur het vaakst: vijf keer.
- Actrice Maggie Cheung won de prijs voor beste actrice het vaakst: eveneens vijf keer.
- Jackie Chan is het vaakst genomineerd voor de prijs, zonder hem te winnen. Tussen 1985 en 2005 werd hij 10 keer voor de prijs genomineerd, maar won niets.
- Arthur Wong won drie jaar op rij de prijs voor beste cinematografie.

## Winnaars beste film
- 1982 - Father and Son (1981)
- 1983 - Boat People (1982)
- 1984 - Banbianren (1983)
- 1985 - Homecoming (1984)
- 1986 - Police Story (1985)
- 1987 - A Better Tomorrow (1986)
- 1988 - An Autumn's Tale (1987)
- 1989 - Rouge (1987)
- 1990 - Beyond the Sunset (1989)
- 1991 - Days of Being Wild (1991)
- 1992 - To Be Number One (1991)
- 1993 - Cageman (1992)
- 1994 - C'est la vie, mon chéri (1994)
- 1995 - Chungking Express (1994)
- 1996 - Summer Snow (1994)
- 1997 - Comrades: Almost a Love Story (1996)
- 1998 - Made in Hong Kong (1997)
- 1999 - Beast Cops (1998)
- 2000 - Ordinary Heroes (1998)
- 2001 - Crouching Tiger, Hidden Dragon (2000)
- 2002 - Shaolin Soccer (2001)
- 2003 - Infernal Affairs (2002)
- 2004 - Running on Karma (2003)
- 2005 - Kung Fu Hustle (2004)
- 2006 - Election (2005)
- 2007 - After This Our Exile (2006)
- 2008 - The Warlords (2007)
- 2009 - Ip Man (2008)